# Хотіїва (Брянська область)
Хотіїва (рос. Хотеева) — село у Брасовському районі Брянської області Росії. Входить до складу муніципального утворення Добриковське сільське поселення.
Населення — 189 осіб.
Розташоване за 10 км на північний схід від села Добрик.
Є відділення зв'язку, сільська бібліотека.

## Історія
Згадується з першої половини XVII століття як село, що існує в складі Самовської волості Карачевського повіту. Храм Казанської Богоматері з боковим вівтарем Миколи Чудотворця згадується з першої половини XVIII століття. 1799 року було побудовано кам'яну будівлю храму (не збереглася).
У 1778—1782 рр. село входило до Луганського повіту. З 1782 по 1928 рр. — в Дмитрівському повіті Орловської губернії (з 1861 — центр Хотіївської волості, з 1923 в складі Глодневської волості). У XIX столітті — володіння Рагозіних, Муравйових та інших поміщиків. У 1892 році була відкрита земська школа.
З 1929 року — в складі Брасовського району. До 2005 року було центром Хотіївської сільради.

## Населення
За найновішими даними, населення — 189 осіб (2013).
У минулому чисельність мешканців була такою:
| Роки      | 1858 | 1866 | 1878 | 1897 | 1920 | 1926 | 1979 | 1989 | 2002 | 2010 |
| --------- | ---- | ---- | ---- | ---- | ---- | ---- | ---- | ---- | ---- | ---- |
| Населення | 703  | 931  | 863  | 1082 | 1172 | 1240 | 396  | 295  | 279  | 229  |